# Линко, Лахья
Элли Лахья Майя Линко (фин. Elli Lahja Maja Linko; 24 марта 1890, Луумяки — 31 мая 1966, Финляндия) — финская оперная певица (меццо-сопрано), музыкальный педагог.

## Биография
В 1910—1911 годах обучалась вокалу в Хельсинкском музыкальном институте (ныне Академия имени Сибелиуса) под руководством Абрхама Оянперя. С 1911 по 1915 год продолжила учёбу в Императорской Санкт-Петербургской консерватории, затем с целью стажировки совершила поездку в Южную и Центральную Европу.
В 1919—1939 годах выступала на сцене Финской национальной оперы.
В 1932—1959 годах преподавала вокал в Академии им. Сибелиуса, доцент (1950—1959).
В 1948 году была награждена высшей государственной наградой Финляндии для деятелей искусств — Pro Finlandia.
Её дочь Лииса Линко-Мальмё также была оперной певицей.
Среди её учеников — Ирья Ахолайнен и Анна Мутанен, оперные певицы, лауреаты Pro Finlandia.